# Tal der Wölfe – Vaterland
Tal der Wölfe – Vaterland (Originaltitel: Kurtlar Vadisi Vatan) ist ein Actionfilm des türkischen Regisseurs Serdar Akar aus dem Jahr 2017. Die Handlung knüpft an die erfolgreiche Fernsehserie Tal der Wölfe an.

## Handlung
Während einer Operation im Irak erhielten Polat Alemdar und sein Team eine Karte der Türkei. Die Landkarte der Türkei ist mit mehreren Schlüsselpunkten und strategischen Orten wie Militärstützpunkten und Spezialeinsatzzentren, aber auch der Grenzstadt Yalavuz in der Nähe von Syrien markiert. Feinde, die schon lange darauf warten, das Land der Türken zu besetzen, stehen mit einer großen Armee an der Grenze und warten auf die Botschaft des Putsches. Polat und sein Team werden mit der türkischen Nation gegen die Feinde im In- und Ausland kämpfen.

## Rezeption
Der deutsche Filmdienst schrieb: „Propagandistischer Kriegsfilm aus der ‚Tal der Wölfe‘-Serie, dem der türkische Putschversuch vom Juli 2016 als Vorwand für martialische Ballerorgien mit nationalistischen Untertönen dient. Ein Geheimagent stellt sich mit einem Häuflein Patrioten an der türkisch-irakischen Grenze einer Invasionstruppe in den Weg. Als Hintermänner des Putsches lassen sich unschwer der Prediger Fethullah Gülen und US-amerikanisch-kurdisch-jüdische Drahtzieher ausmachen. Der handwerklich solide Actionfilm bedient nicht nur patriotische Klischees, Ego-Shooter-Fantasien und Heldenmythen, sondern kann auch als Anleitung zur Selbstjustiz verstanden werden.“
Bei kunstundfilm bemängelt Serdar Akar den „simpel gestrickten plot“ und die „hölzerne[n] Dialoge“. Des Weiteren kritisiert er die „chargierende[n] Darsteller“, „die alle zwei Sätze eine Kunstpause einlegen.“ Allerdings stellt er dann auch fest, dass diese „Details in der Verschränkung von Zeitgeschichte und Fiktion […] den Film so aufschlussreich machen.“